# A.D. Vision

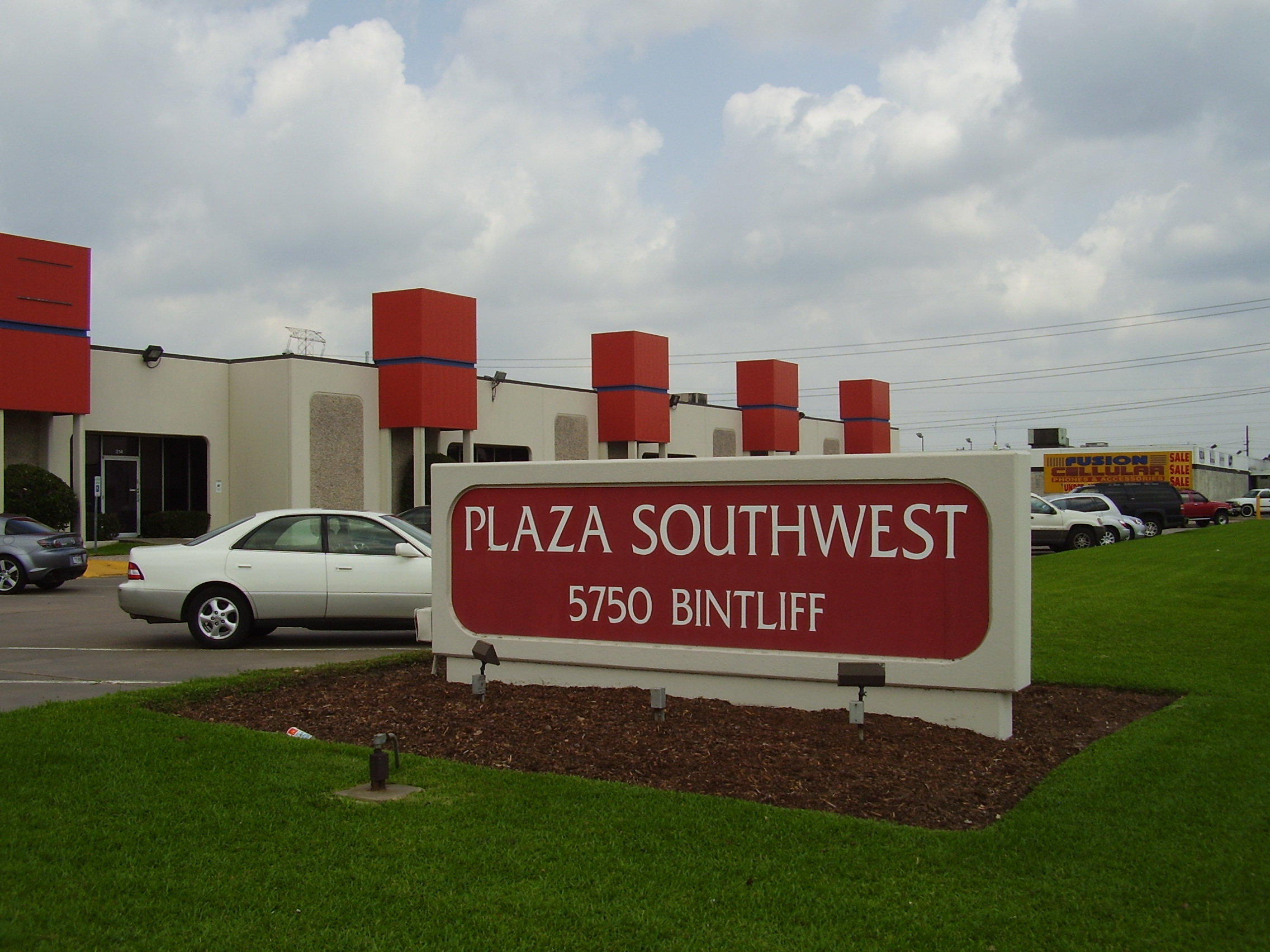
Le siège de A.D. Vision

A.D. Vision (communément appelée ADV) est une compagnie américaine de divertissement multimédia basée à Houston (Texas). C'est la plus grande compagnie d'anime en Amérique du Nord.
Elle a été fondée en 1992 par John Ledford et Matt Greenfield. Leur propriété la plus populaire est la série d'anime de Gainax Neon Genesis Evangelion, lancée par ADV aux É.-U. en 1997 et rééditée plusieurs fois depuis. La compagnie a des bureaux en Amérique du Nord, en Europe et en Asie.
Les initiales « A.D. » proviennent de Animation Dubbing, pour « doublage d'animation » .

## Divisions

### ADV Films
- Le Chevalier d'Éon
- Air
- Air (film, 2005)
- Air Gear
- Angelic Layer
- Aura Battler Dunbine
- Area 88
- BASToF Lemon
- BeastMaster, le dernier des survivants
- Bakuretsu hunter
- Gunnm
- Best Student Council
- Le Nouvel Angyo Onshi (Blade of the Phantom Master)
- Ceux qui chassent des elfes (Those Who Hunt Elves)
- Chobits
- Nicky Larson (City Hunter)
- Clannad
- Colorful
- Comic Party
- Compiler (anime)
- Cosplay Complex
- Coyote Ragtime Show (en)
- Cromartie High School
- Crying Freeman
- Cutey Honey
- Cyber Team in Akihabara
- Dai-Guard
- D.N.Angel
- Lady Death
- Le Retour de Majin
- Debutante Detective Corps
- Les envahisseurs attaquent
- Devil Lady
- Devil May Cry
- Dirty Pair
- Dirty Pair Flash
- Divergence Eve
- Dragon Half
- Dragoon (竜機伝承 ,Ryuki Denshou?)
- E's
- Eden's Bowy
- Invasion planète Terre
- Elfen lied
- Ellcia
- Excel Saga
- Farscape
- Final Fantasy: Unlimited
- Ken le Survivant (Fist of the North Star)
- The Five Star Stories
- Fullmetal panic!
- Fullmetal panic? fumoffu
- Gakkou no Kaidan (en)
- Gasaraki
- Gatchaman
- Generator Gawl
- Gensômaden Saiyuki
- Get Backers
- Getter Robo
- Gilgamesh
- Godannar
- Golden Boy
- Gravion (en)
- Grrl Power
- Gunsmith Cats
- Guyver: The Bioboosted Armor
- Hakugei: Legend of the Moby Dick
- Happy Lesson
- Hello Kitty
- Hellsing
- Innocent Venus
- Jinki:Extend
- Kaleido Star
- Kenshin le vagabond
- Kidō Shinsengumi Moeyo Ken
- Kita e
- Kurau Phantom Memory
- Kyôshirô to towa no sora
- Last Exile
- Legend of Crystania
- Legend of the Mystical Ninja (anime)
- Lost Universe
- Maburaho
- Madlax
- Magical Play
- Magikano
- Mahoromatic
- Marine Boy
- Martian Successor Nadesico
- Martian Successor Nadesico: The Motion Picture – Prince of Darkness
- Medabots
- Megami Paradise
- Megazone 23
- Mezzo DSA
- Max et Compagnie (Kimagure Orange Road)
- Mighty Space Miners
- King of Bandit Jing
- Kino no Tabi
- Megalopolis : La Cité du démon
- Mospeada
- Moonlight Mile
- Monster Rancher (series)
- Misaki Chronicles
- Miyuki-chan in Wonderland
- Mutant X
- My Dear Marie
- Neo-Human Casshern
- Neon Genesis Evangelion
- Nerima Daikon Brothers
- Angel (New Angel)
- Nadia, le secret de l'eau bleue
- Najica Blitz Tactics
- Nanaka 6/17
- Neo Ranga
- New Cutey Honey
- Ninja Resurrection
- Noir
- Nurse Witch Komugi
- Pani poni dash!
- Panyo Panyo Di Gi Charat
- Papuwa
- Parasite Dolls (en)
- Petite Princesse Yucie
- Plastic Little
- Power DoLLS: Detachment of Limited Line Service
- Power Stone
- The Powerpuff Girls
- Prefectural Earth Defense Force
- Prétear
- Princess Nine Kisaragi Girls High Baseball Club
- Princesse Tutu
- Project Blue Earth SOS
- Puni Puni Poemy
- Queen Emeraldas
- RahXephon
- Red Garden
- Robotech
- Ruin Explorers
- Rune Soldier
- Sonic Soldier Borgman
- Sailor Moon
- Saint Seiya
- Sakura Wars
- Sakura Mail ou Le Journal intime de Sakura
- Samurai Gun
- Samurai Shodown
- Shadow Skill
- Sister Princess
- Slayers
- Sol Bianca
- Sonic the Hedgehog
- Sorcerous Stabber Orphen
- Spriggan (manga)
- Steam Detectives
- Steel Angel Kurumi
- Suikoden
- Sukeban Deka
- Southern Cross
- Super Milk Chan
- Kono minikuku mo utsukushii sekai
- Tekken: The Motion Picture
- Tokyo demon campus
- A Tree of Palme
- NHK ni yōkoso!
- UFO Ultramaiden Valkyrie
- Utawarerumono
- Variable Geo
- Venus vs Virus
- Voices of a Distant Star
- Wandaba Style
- Wedding Peach
- Xenosaga: The Animation
- Yamato nadeshiko shichi henge
- You're Under Arrest
- Yugo
- Yumeria

### Newtype USA
- Newtype USA magazine

### ADV Manga
- Angel/Dust
- Angel/Dust Neo
- Aria
- Azumanga Daioh
- Chrono Crusade
- Desert Coral
- Devil Hunter Yohko
- Gunslinger Girl
- The Mythical Detective Loki Ragnarok
- Neon Genesis Evangelion: Angelic Days
- Peace Maker Kurogane
- Quantum Mistake
- Saint Marie (Manhwa)
- Tactics
- Yotsuba & !

### ADV Music
- Onimusha 2: Samurai's Destiny
- Cat Girl Nuku Nuku